# Otra nota
Otra nota es el título del álbum debut de estudio grabado por el cantante puertorriqueño-estadounidense Marc Anthony. Fue lanzado al mercado por la empresa discográfica RMM Records el 26 de enero de 1993. El álbum fue producido por Sergio George y cuenta 8 canciones, se convirtió en el primer disco de Anthony grabado en salsa después de iniciar su carrera como músico de freestyle. La grabación del álbum comenzó después de que Anthony le consultara al presidente de RMM Ralph Mercado que grabara «Hasta que te conocí» de Juan Gabriel en salsa luego de escucharla en la radio durante un paseo en taxi. Grabado con un bajo presupuesto, el álbum alcanzó el segundo lugar de la lista Billboard Tropical Albums y llegó al puesto nº 30 de la lista Billboard Top Latin Albums.
El disco fue bien recibido por críticos quienes elogiaron la producción de George y la voz vigorosa del cantante. Anthony recibió dos galardones por «Mejor Artista Nuevo» en los Premios Billboard de la música latina y los Premio Lo Nuestro. El álbum produjo tres sencillos: «Hasta que te conocí», «Palabras del alma», y «Si tú no te fueras», todos ellos se posicionaron en la lista Billboard Hot Latin Tracks. A partir de 2002, Otra nota ha vendido más de 300,000 copias.

## Antecedentes
Marc Anthony partió su carrera musical a mediados de la década de los 80's como músico de freestyle durante la cual era corista de bandas juveniles como Menudo y The Latin Rascals. Anthony también escribió canciones para su amigo en la escuela Sa-Fire, incluyendo «Boy I've Been Told» que se convirtió en un éxito en la lista Billboard Hot 100. Anthony tuvo sus inicios como vocalista principal cuando colaboró con Little Louie Vega en el álbum When the Night Is Over (1991). El primer sencillo «Ride on the Rhythm» se convirtió en un éxito número uno en la lista Billboard Hot Dance Club Songs.
El representante de RMM Ralph Mercado invitó a Anthony a grabar un disco de salsa, pero el cantante declinó la oferta debido a una falta de interés en grabar en español. El día siguiente, mientras andaba en un taxi, Anthony esta escuchando en la radio la canción de Juan Gabriel «Hasta que te conocí» y se vio motivado por grabar la canción en salsa y le contó a Mercado su cambio de decisión. Mercado presentó a Anthony a Sergio George, quien produciría el álbum. Según George, el disco era un «experimento total», citando que tenía un bajo presupuesto, grabado con un músico en un momento sin una banda, y la producción completa se hizo en computadoras mientras que George se encargó de los teclados.

## Letras y música
El álbum se compone de ocho temas, de los cuales, cinco son composiciones y tres son versiones de canciones anteriormente grabadas por otros artistas. La pista inicial «Palabras del alma» es una versión de una canción interpretada y escrita originalmente por Ilan Chester, en su álbum Opus n°. 10 (1990). «Si tú no te fueras» fue compuesta por Nelson Frank y Jaime Gutiérrez. «Hasta que te conocí» fue compuesta e interpretada en primera instancia por Juan Gabriel. El padre de Anthony, Felipe Muñíz, compuso «El último beso». «Make It With You» es una versión de la canción del grupo estadounidense Bread. «Necesito amarte» fue escrita por Luis Castillo, quien compuso canciones para artistas del sello RMM incluyendo a José Alberto "El Canario" y Tito Nieves.  Sergio George coescribió «¿Juego o amor?"» junto con Adam Sez. La pista final, «Si he de morir», fue compuesta por Luis Díaz.

## Recepción comercial
Otra nota debutó y se posicionó en el segundo lugar de la lista Billboard Tropical Albums durante la semana del 17 de abril de 1993, detrás de Cuenta conmigo de Jerry Rivera y se mantuvo en esta posición por ocho semanas.  Durante la semana del 11 de junio de 1994, el disco debutó y alcanzó el puesto n° 30 de la lista Billboard Top Latin Albums, donde permaneció por diecinueve semanas. Otra nota ha vendido más de 300 000 copias a partir de 2002.

### Sencillos
«Hasta que te conocí» fue el sencillo principal en ser lanzado del álbum y alcanzó el puesto nº 13 de la lista Billboard Hot Latin Tracks. El segundo sencillo, «Palabras del alma» se ubicó en el lugar nº 15 de la lista Billboard Hot Latin Tracks. «Si tú no te fueras» fue el tercer sencillo publicado del disco que alcanzó el puesto nº 31 de la lista Billboard Hot Latin Tracks. El cuarto sencillo fue «Make it with you», el quinto se llamó «El último beso» y fue lanzado a mediados de 1993. El artista lanzó los otros sencillos llamado «Si he de morir» y «Necesito amarte»

## Recepción de la crítica
Evan Gutiérrez de AllMusic le dio al álbum tres estrellas y media de cinco y calificó la voz del cantante como «desarrollada, única, e individual» y sintió que el debut de Anthony «trajo calidad y pasión a sus oyentes desde el principio». Gutiérrez también encontró las canciones en salsa agradables mientras dota las baladas. Gutiérrez alabó los arreglos de Sergio George como «espectaculares» aunque sintió que la producción estaba anticuada en lugares. Enrique Lopetegui le dio al disco tres de cuatro estrellas, señalando que aunque Anthony era visto con escepticismo en el mercado de la salsa, él sintió que el cantante «puede ser el mejor de los muchos salseros recién nacidos». Lopetegui también elogió la voz del intérprete como «excelente» y describió al disco en general como un «intento noble» aunque criticó la versión de Anthony de «Make It With You» como innecesaria. En 1994, Anthony recibió un Premio Billboard de la música latina por «Mejor Artista Nuevo del Año» y un Premio Lo Nuestro por «Artista Revelación Tropical».

## Lista de canciones
| Otra nota |                       |                                |          |  |
| N.º       | Título                | Escritor(es)                   | Duración |  |
| 1.        | «Palabras del alma»   | Ilan Chester                   | 5:00     |  |
| 2.        | «Si tú no te fueras»  | Nelson Frank · Jaime Gutiérrez | 4:28     |  |
| 3.        | «Hasta que te conocí» | Juan Gabriel                   | 5:00     |  |
| 4.        | «El último beso»      | Felipe Muñíz                   | 4:29     |  |
| 5.        | «Make It with You»    | David Gates                    | 4:19     |  |
| 6.        | «Necesito amarte»     | Luis Castillo                  | 4:56     |  |
| 7.        | «¿Juego o amor?»      | Sergio George · Adam Sez       | 4:33     |  |
| 8.        | «Si he de morir»      | Luis Díaz                      | 4:16     |  |

## Créditos y personal
Adaptado de Allmusic.
| - Bobby Allende – bongos - Gabriela Anders – coros - Luis Bonilla – trombón - Lucho Cabargas – coros - William Cepeda – trombón - Ray Colón – bongos - José García – arreglo, guitarra, tres - Sergio George – arreglo, teclados, coros - Phil Hamilton – guitarra - Ite Jerez – trompeta - Renaldo Jorge – trombón - Lewis Kahn – violín - Joe King – coros - Rubén Blades - coros - René Leyva – arreglos de trompas - Luis López – trombón - Pablo "Chino" Núñez – timbales - Papo Pepin – conga, percusión - Johnny Rivera – coros - Piro Rodríguez – trompeta - Rubén Rodríguez – bajo (eléctrico) | - J. Albelo – material gráfico, diseño - Phil Austin – masterización - Ricardo Betancourt – fotografía - Sergio George – programación de tambores, ingeniero, teclados, masterización, productor, programación - David Maldonado – productor ejecutivo - Elena C. Martínez – dirección de arte - Ralph Mercado – productor ejecutivo - Kurt Upper – ingeniero, mezcla |

## Lista de posicionamientos
| Lista (1993)                    | Máxima posición |
| ------------------------------- | --------------- |
| U.S. Billboard Top Latin Albums | 30              |
| U.S. Billboard Tropical Albums  | 2               |

| Lista (1993)                   | Máxima posición |
| ------------------------------ | --------------- |
| U.S. Billboard Tropical Albums | 14              |
| Lista (1994)                   | Máxima posición |
| U.S. Billboard Tropical Albums | 7               |